# Sicilian Open
O Sicilian Open foi um torneio masculino de golfe profissional do circuito europeu da PGA, disputado pela primeira vez em 2011, em Sicília, na Donnafugata Golf Resort & Spa. Em 2012, última edição, ocorreu na Verdura Golf & Spa Resort e foi vencida pelo francês Raphaël Jacquelin, com 273, ou 15 abaixo do par.

## Campeões
| Ano  | Campeão           | País      | Pontuação | Par | Margem   | Vice-campeão |
| ---- | ----------------- | --------- | --------- | --- | -------- | ------------ |
| 2012 | Thorbjørn Olesen  | Dinamarca | 273       | −15 | 1 tacada | Chris Wood   |
| 2011 | Raphaël Jacquelin | França    | 272       | −12 | 1 tacada | Anthony Wall |